# Osbornellus
Osbornellus är ett släkte av insekter. Osbornellus ingår i familjen dvärgstritar.

## Dottertaxa tillOsbornellus, i alfabetisk ordning[1]
- Osbornellus aculeus
- Osbornellus acuminatus
- Osbornellus affinis
- Osbornellus alatus
- Osbornellus alaudus
- Osbornellus albocinctus
- Osbornellus albolineus
- Osbornellus alveus
- Osbornellus amplus
- Osbornellus angustatus
- Osbornellus anonae
- Osbornellus antlerus
- Osbornellus appressus
- Osbornellus arabicus
- Osbornellus arboropictus
- Osbornellus arcus
- Osbornellus asperus
- Osbornellus ater
- Osbornellus auronitens
- Osbornellus bellus
- Osbornellus bergi
- Osbornellus bifasciatus
- Osbornellus bimarginatus
- Osbornellus blantoni
- Osbornellus borealis
- Osbornellus brevitubus
- Osbornellus candaceae
- Osbornellus capitatus
- Osbornellus cibus
- Osbornellus circulus
- Osbornellus clarus
- Osbornellus coloritubus
- Osbornellus compressus
- Osbornellus concentricus
- Osbornellus consors
- Osbornellus corniger
- Osbornellus curvatus
- Osbornellus dabeki
- Osbornellus decorus
- Osbornellus dicellus
- Osbornellus dicerus
- Osbornellus digitus
- Osbornellus dipilus
- Osbornellus eccritus
- Osbornellus ecuadoricus
- Osbornellus eratus
- Osbornellus excavatus
- Osbornellus fasciatus
- Osbornellus filamenta
- Osbornellus fulvomaculatus
- Osbornellus fumidus
- Osbornellus furcillatus
- Osbornellus grandis
- Osbornellus hamatus
- Osbornellus hispanus
- Osbornellus horvathi
- Osbornellus hyalinus
- Osbornellus ignavus
- Osbornellus infuscatus
- Osbornellus knulli
- Osbornellus lacunis
- Osbornellus lamellaris
- Osbornellus libratus
- Osbornellus limosus
- Osbornellus lineatus
- Osbornellus lunus
- Osbornellus macchiae
- Osbornellus mexicanus
- Osbornellus nigrocinctus
- Osbornellus omani
- Osbornellus pallidus
- Osbornellus pandus
- Osbornellus parallelus
- Osbornellus parvus
- Osbornellus proximus
- Osbornellus puniceus
- Osbornellus rarus
- Osbornellus remotus
- Osbornellus respublicanus
- Osbornellus reversus
- Osbornellus ritanus
- Osbornellus rostratus
- Osbornellus rotundus
- Osbornellus rubellus
- Osbornellus rurrens
- Osbornellus sagarus
- Osbornellus salsus
- Osbornellus sanderanus
- Osbornellus scalaris
- Osbornellus separatus
- Osbornellus spicatus
- Osbornellus spinellus
- Osbornellus spiniloba
- Osbornellus spinosus
- Osbornellus tenuis
- Osbornellus tetrus
- Osbornellus torresicus
- Osbornellus trifrustrus
- Osbornellus trimaculatus
- Osbornellus tripartitus
- Osbornellus tubus
- Osbornellus tumidus
- Osbornellus unicolor
- Osbornellus venustus
- Osbornellus vicinus